# Band of Gypsys 2
Band of Gypsys 2 è un album live postumo di Jimi Hendrix pubblicato negli Stati Uniti nell'ottobre 1986 dalla Capitol Records.

## Il disco
Nonostante il titolo dell'album lasci intendere che si tratti di una sorta di "volume 2" dell'LP Band of Gypsys del 1970, che conteneva stralci del concerto tenuto dalla Band of Gypsys al Fillmore East di New York, in realtà il disco contiene solamente tre brani suonati dal trio Hendrix-Cox-Miles. Le altre canzoni provengono da altre esibizioni di Hendrix tenutesi all'Atlanta International Pop Festival il 4 luglio 1970, e il 30 maggio 1970 al Berkeley Community Theatre.
Il disco venne messo fuori catalogo dalla Capitol Records quando fu scoperto che Foxy Lady e Stop erano state estrapolate da un videotape del 1º gennaio 1970 tratto da uno show al Fillmore East (il produttore Alan Douglas non aveva all'epoca i diritti di pubblicazione del materiale in questione). Infine, in poche copie fu stampata erroneamente anche una versione dell'album con una seconda facciata contenente brani differenti.
Band of Gypsys 2 è ormai fuori catalogo da diversi anni e non più disponibile nei normali canali distributivi.

## Tracce
Tutti i brani sono opera di Jimi Hendrix, eccetto dove indicato.
Lato 1
1. Hear My Train A Comin' - 8:51
2. Foxy Lady - 6:41
3. Stop (Jerry Ragovoy, Mort Shuman) - 4:38

Lato 2
1. Voodoo Child (Slight Return) - 7:06
2. Stone Free - 4:13
3. Ezy Ryder - 7:58

### Rara versione alternativa del lato 2
1. Ezy Ryder - Berkeley, 30 maggio 1970 - 8:16
2. Hey Joe - Atlanta Pop Fest. 4 luglio 1970 - 4:25
3. Hey Baby - Berkeley, 30 maggio 1970 - 6:18
4. Lover Man - Berkeley, 30 maggio 1970 - 3:05

## Dettagli di registrazione
- Traccia 1 registrata al Fillmore East, New York City, New York, USA il 31 dicembre 1969
- Tracce 2 e 3 registrate al Fillmore East, New York City, New York, USA il 1º gennaio 1970
- Traccia 4 registrata all'Atlanta International Pop Festival, Middle Georgia Raceway, Byron, Georgia, USA il 4 luglio 1970
- Tracce 5 e 6 registrate al Berkeley Community Theatre, Berkeley, California, USA il 5 maggio 1970

## Formazione
- Jimi Hendrix – chitarra elettrica, voce
- Billy Cox – basso
- Buddy Miles – batteria nelle tracce 1, 2 e 3
- Mitch Mitchell – batteria nelle tracce 4, 5 e 6